# Аль-Хусейни, Муса
Муса Казим аль-Хусейни (араб. موسى كاظم الحسيني ‎;
1850, Иерусалим — 27 марта 1935, Иерусалим) — мэр города Иерусалим (1918—1920), лидер палестинского национального движения (1922—1934).
Из влиятельной семьи Хусейни. Был выпускником школы управления Стамбула и занимал разные административные должности (в частности, губернатор округа в Йемене, 1908 год) в Османской империи. Накануне Первой мировой войны он ушёл в отставку.
14 декабря 1920 года он был избран президентом Арабского Исполнительного комитета на третьем конгрессе в Хайфе и занимал эту должность до 1928 года. После его подстрекательской речи в апреле 1920 года, которая способствовала беспорядкам в подмандатной Палестине (1920), он был отстранён от должности мэра Иерусалима.
Аль-Хусейни был руководителем и членом палестинской делегации в Лондон в 1920—1930 годов. Он выступал в качестве лидера демонстрации протеста против сионистской иммиграции в Яффе 27 октября 1933 года, где он был избит британской полицией.
Его отец Селим аль-Хусейни и брат Хусейн аль-Хусейни тоже были мэрами Иерусалима.